# Récif South (mer de Chine méridionale)
Le récif South (en anglais South Reef, en vietnamien Đá Nam, en tagalog Bahura ng Timog, en mandarin Nàiluó jiāo (en sinogramme traditionnel 奈羅礁)), est un récif des îles Spratleys en mer de Chine méridionale situé dans la partie sud du récif North Danger.

## Géographie
Le récif South mesure environ 2,4 km de long et 1,4 km de large au maximum et renferme un lagon ouvert sur la côte est. Il se trouve à 35,5 km au nord-nord-est de l'île Thitu.

## Revendication de souveraineté
Le récif est occupé par le Viêt Nam depuis 1988. Un premier avant-poste artificiel constitué d'une tour de 15 mètres de diamètre sur une base de 30 mètres de diamètre a été relié à un deuxième avant-poste artificiel depuis 2020. Il est également revendiqué par la république populaire de Chine, les Philippines, le Viêt Nam et Taïwan,,.